# Pentossifillina
La pentossifillina, nome chimico 1-(5-oxoexil)-3, 7-dimetilxantina è un derivato xantinico utilizzato per le proprie attività antitrombotiche.

## Utilizzi
Viene utilizzato per ridurre i disturbi legati all'irrorazione periferica su base aterosclerotica (claudicatio intermittens causata da ostruzione delle arterie, dolori a riposo), su base diabetica (angiopatia diabetica) e flogistica (endoangioite obliterante) poiché la pentossifillina riesce a migliorare il flusso sanguigno attraverso i vasi. Viene anche utilizzata per il trattamento di disturbi trofici (sindrome post-trombotica, ulcus cruris, gangrena e congelamenti) e angioneuropatie (acrocianosi e morbo di Raynaud).
Viene anche impiegato per sequele da alterata irrorazione cerebrale, oculare e auricolare.
La molecola è anche in studio per il trattamento della induratio penis plastica e della neuropatia periferica.
Può essere utilizzato per la prevenzione delle crisi di falcizzazione nell'anemia drepanocitica e migliora il microcircolo cerebrale.
La pentossifillina può essere utilizzata per il trattamento del mal di testa da altitudine ed è stato dimostrato che è in grado di diminuire la mortalità nella steatoepatite probabilmente attraverso la propria abilità a inibire il fattore di necrosi tumorale.
Alcuni specialisti la prescrivono in applicazione topica per la Morfea.

## Controindicazioni
La pentossifillina deve essere evitata in quei soggetti che hanno evidenziato accertata ipersensibilità alla molecola, recente infarto al miocardio ed emorragie di grave entità.

## Gravidanza e allattamento
La molecola è in grado di passare attraverso il latte materno; pertanto, durante l'allattamento, bisogna stabilire se terminare l'allattamento e proseguire la cura o terminare la cura e proseguire l'allattamento. 
In gravidanza invece non è stata dimostrata alcuna teratogenicità a carico del feto, nemmeno ad alti dosaggi.

## Meccanismo
Come altre xantine metilate e derivati xantinici, la pentossifillina agisce attraverso due meccanismi fondamentali:
- Inibitore competitivo non selettivo della fosfodiesterasi, provocando un aumento dell'adenosina monofosfato ciclico, attivando la protein-kinasi A, inibendo il TNF-alfa;

- antagonista non selettivo dei recettori per l'adenosina.

Esiste un derivato dal nome propentofillina.